# Tebesjuak Lake
Tebesjuak Lake är en sjö i Kanada.   Den ligger i territoriet Nunavut, i den centrala delen av landet, 2 500 km nordväst om huvudstaden Ottawa. Tebesjuak Lake ligger 145 meter över havet. Arean är 540 kvadratkilometer. Den sträcker sig 35,6 kilometer i nord-sydlig riktning, och 46,4 kilometer i öst-västlig riktning.
Trakten runt Tebesjuak Lake är nära nog obefolkad, med mindre än två invånare per kvadratkilometer.